# Kort parad
Kort parad eller kobramanövern (engelska: cobra maneuver), under vissa formella sammanhang även ”dynamisk inbromsning” på engelska (dynamic deceleration), är en avancerad flygmanöver ursprungligen utvecklad  för kontrollövning och luftstrid som enbart vissa flygplan kan uppvisa. Manövern kräver bland annat att pilot och plan kan hantera den höga anfallsvinkel och belastning som kommer med manövern.
Manövern går ut på att påbörja en kontrollerad extrem överstegring  (superstall) genom att snabbt höja nosen på planet tills planet når en maximal vinkel över 90°, varvid hela planet blir en luftbroms och snabbt tappar fart, för att sedan sänka nosen till en horisontell vinkel igen, utan att hamna i spinn.
Förutom som en mäktig manöver i en flyguppvisning är manövern även användbar i kurvstrid då ett jagat flygplan kan använda manövern för att få det jagande planet att flyga förbi. En liknande taktik har använts av Hawker Siddeley Harrier som med hovring lurat motståndare att flyga förbi. Trots detta har manövern hittills enbart brukats under fredstid, bland annat under gränsbevakning och under militärövningar, och inte i faktisk strid.
Manövern ställer flera krav på det använda planet. Bland annat behöver det ha en viss instabilitet och högt roderutslag vilket kallas supermanövrerbarhet(en). Förenklat betyder detta att planet är mycket manövrerbart, även under hög belastning. Planet måste dessutom ha en mycket kraftig motor som ger tillräckligt mycket lyft. På grund av dessa krav finns det bara en handfull tjänsteflygplan som kan utföra manövern.

## Namn
Manövern går under flera namn världen runt. Internationellt förekommer främst namnet kobramanövern (vanligen förkortat till kobra eller kobran). Namnet härstammar från Pugatjovs Kobra, vilket var det namn som manövern först populariserades under internationellt. Pugatjovs Kobra är namngiven efter den sovjetiska testpiloten Viktor Pugatjov som var först med att visa upp manövern inför en stor internationell publik när han flög en Suchoj Su-27 under Le Bourget Paris air show 1989. Det är okänt vem som var först med att kalla manövern kobra, och varför. En teori är att kobra refererar till hur planets topp- och bottenprofil under manövern liknar en kobra som fäller ut sin sköld.
Det tidigaste kända namnet för manövern är det svenska kort parad, vilket myntades redan under tidigt 1960-tal. Namnet är taget från en fäktningsmanöver, där "parad" avser en defensiv manöver genom att "parera" – blockera och avleda ett inkommande utfall med sin egen värja – vilket lämnar angriparen öppen för en "ripost", eller motattack. "Kort parad" i sig innebär att man kastar undan motståndarens klinga genom ett slag. Hur detta speglar flygmanövern är tolkningsbart.
Formellt kallas manövern och dess fenomen dynamic deceleration på engelska (”dynamisk inbromsning”).

## Historia
Manövern utvecklades ursprungligen i Sverige av Bengt Olow och Ceylon Utterborn 1961–1963 för Saab 35 Draken efter att flera av dessa havererat på grund av superstall. Draken hade under sitt tidiga tjänsteliv problem med superstall (som kan leda till ett okontrollerbart spinn) vid snabb ökning av anfallsvinkel vilket krävde flera liv. På grund av detta övade man tekniker för att motverka superstall och från detta uppkom kort parad. Om piloten drog hög anfallsvinkel och kände att han höll på att gå in i en superstall kunde han dra negativ anfallsvinkel för att komma loss, ibland beskrivet helt enkelt som att dra spaken kraftigt framåt och bakåt.
Vid kort parad tappade flygplanet mycket fart, vilket ledde till att Drakenpiloter kom på idén att bruka detta som en manöver i kurvstrid för att få fientliga jagande flygplan att flyga förbi, vilket visade sig fungera i praktiken under övningar. Manövern fanns inte i Drakens SFI och var därför inte universell, utan den användes mer som ett hemligt vapen mot den ovetande. En duktig pilot kunde använda manövern för att inte bara komma bakom det fientliga planet utan även hamna i skottläge för automatkanon. Trots detta ansåg de flesta att det var en desperat sista undanflykt om man höll på att bli nerskjuten. Vid fel applicering tappade man så mycket hastighet att man blev en lätt måltavla.
Kort parad användes inte bara under militärövningar utan även under gränsbevakning mot sovjetiska piloter över Östersjön. Det är okänt hur sovjeterna reagerade på manövern men inget känt sovjetiskt plan från Drakens tidsepok kan utföra den. När Saab 37 Viggen började användas på 1970-talet började nedgången för kort parad. Viggen som hade en annan konfiguration än Draken kunde inte hamna i superstall om piloten inte var helt oförsiktig. Därför övades inte tekniker som kort parad och manövern var för de flesta Viggenpiloter okänd. Även om flera Viggenpiloter blev utsatta för manövern under flygstrid med Draken kunde de själva inte kopiera manövern för eget bruk, och när Draken väl gick ur tjänst försvann även manövern ur svenska flygvapnet.
På andra sidan järnridån kom dock manövern att få nytt liv när sovjetiska piloter började bruka manövern för utprovning av supermanövrerbarhet hos plan som Su-27 och MiG-29 på 1980-talet. Det är okänt om de fick idén från svenskarna eller om de återupptäckte manövern under utprovning av nya avancerade plan.
I modern tid används manövern i princip enbart för utprovning av supermanövrerbarhet och för flyguppvisningar.